# CAGE FORCE 09
CAGE FORCE 09（ケージ・フォース・ナイン）は、日本の総合格闘技団体「CAGE FORCE」の大会の一つ。2008年12月6日、東京都江東区有明のディファ有明で開催された。

## 大会概要
初代CAGE FORCEフェザー級・バンタム級王座決定トーナメント決勝が行われ、フェザー級は星野勇二、バンタム級は水垣偉弥がそれぞれ初代王者となった。

## 試合結果

### プレリミナリー・ファイト
第1試合 バンタム級 3分3R
○  佐々木亮太 vs.  斎藤良 ×
3R 1:21 チョークスリーパー
第2試合 バンタム級 3分3R
－  佐藤将光 vs.  西村広和 －
ノーコンテスト
※当初は「2R 1:42 TKO」で佐藤の勝利が宣告されたが、後に審判団による協議によって佐藤による偶発的なサミングがあったことが認められ、無効試合に裁定が変更された。
第3試合 ライト級 3分3R
○  安藤晃司 vs.  市川ランデルマン ×
2R 2:17 チョークスリーパー
第4試合 ミドル級 3分3R
○  森川修次 vs.  鶴巻伸洋 ×
2R 0:37 TKO（レフェリーストップ）

### 本戦カード
第1試合 ライト級 3分3R
○  高橋"Bancho"良明 vs.  外山慎平 ×
3R終了 判定2-0
第2試合 フェザー級 3分3R
○  高橋渉 vs.  日吉伸尊 ×
3R終了 判定3-0
第3試合 ウェルター級 3分3R
○  高木健太 vs.  圭太郎 ×
1R 1:30 TKO（レフェリーストップ：パウンド）
第4試合 フライ級 3分3R
○  廣野剛康 vs.  松永"ちゃいるど"義弘 ×
3R終了 判定3-0
第5試合 フェザー級 3分3R
○  美木航 vs.  長谷川雅彬 ×
3R 1:40 腕ひしぎ十字固め
第6試合 ウェルター級 5分3R
○  宮澤元樹 vs.  岩瀬茂俊 ×
3R 1:47 TKO（ドクターストップ：額カット）
第7試合 ライト級 5分3R
○  鹿又智成 vs.  エリヤ ×
1R 0:30 腕ひしぎ十字固め
第8試合 バンタム級王座決定トーナメント 決勝 5分3R
○  水垣偉弥 vs.  大石真丈 ×
2R 0:57 TKO（レフェリーストップ：パウンド）
※水垣が王座獲得に成功。
第9試合 フェザー級王座決定トーナメント 決勝 5分3R
○  星野勇二 vs.  ウィッキー聡生 ×
3R終了 判定3-0
※星野が王座獲得に成功。